# Emprego vitalício
Os empregados vitalícios ou empregados permanentes trabalham para um único empregador e são pagos diretamente por esse empregador. Além de seus salários, eles frequentemente recebem benefícios como plano de saúde subsidiado, férias pagas, feriados, licença de saúde ou contribuições para um plano de aposentadoria. Os empregados permanentes são muitas vezes elegíveis para trocar cargos de trabalhos dentro da empresa. Os empregados permanentes de grandes empresas são geralmente protegidos de términos abruptos de emprego por políticas severas, como aviso prévio em caso de demissão ou procedimentos disciplinares formais. Eles podem ser elegíveis para se associar a um sindicato e podem gozar de benefícios sociais e financeiros de seus empregos.
Raramente emprego permanente significa emprego de um indivíduo que está com emprego garantido para o resto da vida. No setor privado, tais empregos são raros. O emprego permanente é muito mais comum no setor público, onde os lucros e prejuízos não são tão importantes, devido a arrecadação de impostos, que muitas vezes é parte integral da receita das estatais.

## Exemplos regionais

### Japão
No Japão, o conceito de emprego vitalício (終身雇用　shūshin koyō) originou-se em grandes empresas por volta de 1910 mas se espalhou em sua forma mais intensa durante o período de crescimento econômico após a Segunda Guerra Mundial, começando por volta de 1955. Os sindicatos trabalhistas haviam reagido com veemência às demissões em massas no final da década de 1940 e começo da década de 1950, sendo que os precedentes das cortes restringiam os direitos dos empregadores de demitir empregados devido a dificuldades financeiras.
Demissões em larga escala permanecem legalmente restritas e são um tabu no Japão. Muitas grandes empresas como Sony, Panasonic, NEC e Toshiba lidam com capacidade excessiva de trabalho oferecendo programas de aposentadoria voluntária e enviando trabalhadores desnecessários para "salas de tédio" onde eles possuem responsabilidades mínimas de trabalho até que eles decidam se demitir. O governo japonês sob o Primeiro-Ministro Shinzo Abe começou a examinar possíveis afrouxamentos às restrições às demissões em 2013.